# (52309) Philnicolai
(52309) Philnicolai ist ein Asteroid des mittleren Hauptgürtels, der von dem deutschen Astronomen Freimut Börngen am 7. Oktober 1991 an der Thüringer Landessternwarte Tautenburg (IAU-Code 033) entdeckt wurde.
Der Asteroid wurde am 6. August 2003 nach dem lutherischen Hofprediger und Pfarrer sowie Liederdichter Philipp Nicolai (1556–1608) benannt, der 1599 zum ersten Mal seine beiden berühmten Kirchenlieder Wie schön leuchtet der Morgenstern und Wachet auf, ruft uns die Stimme veröffentlichte. Johann Sebastian Bach nahm sie als Vorlage für zwei seiner Kantaten.